# 冨田菜々風
冨田 菜々風（とみた ななか、2000年7月17日 - ）は、日本のアイドル。指原莉乃プロデュースの女性アイドルグループ・≠MEのメンバーである。鹿児島県霧島市出身。愛称は、ななか、なんかちゃん。代々木アニメーション学院所属。

## 略歴

### ≠ME加入前
- 2015年2月1日、地元・鹿児島のご当地アイドル・Seven Colorsの4期生メンバーとして加入した。当時の愛称はナ〜ナ。イメージカラーは水色。
- 2018年3月25日、「Seven Colorsワンマンライブ ~Welcome to SevenColorZoo~」をもって卒業した。
- 2018年に行われた「坂道合同オーディション」に参加するも不合格。SHOWROOM審査のエントリーナンバーは27番。

### ≠ME時代

#### 2019年
- 1月26日、=LOVEの姉妹グループオーディションの最終審査に合格[3]。最終オーディションのエントリーナンバーは69番[4]。
- 2月24日、グループのお披露目会見が行われ、≠MEのメンバーとして正式に発表された[5]。
- 7月14日、≠ME公式YouTubeにて公開された「『Documentary of ≠ME』 - episode0 - 【0 - 135days】」にて初オリジナル曲のセンターを務めることが発表された[4]。
- 8月3日、センターを務める初オリジナル曲「≠ME」のミュージックビデオが公開された。

#### 2020年
- 5月26日、ソロ曲「空白の花」のミュージックビデオが公開された[6]。

#### 2021年
- 4月7日、キングレコードより1stミニアルバム『超特急 ≠ME行き』でメジャーデビュー[7]。

#### 2022年
- 7月17日、個人Instagramを開設[8]。
- 10月15日、幕張メッセ イベントホールで行われた「≠ME 全国ツアー2022「もしこれが恋ならば君しか無理なんだよ」』のアンコールにて5thシングル「はにかみショート」が初解禁され、念願のショートカット姿を披露した[9]。

## 人物
- 愛称は、ななか・なんかちゃん[1]。
- 最初はモデルと女優に憧れていたが、歌やダンスも、モデルも女優もできるのがアイドルだと気づいてからは、アイドルのオーディションもどんどん受けるようになった[10]。

## 出演

### テレビ番組
- 歌のシン・トップテン（2023年5月14日、日本テレビ） - 櫻井ももと共に高橋真梨子の「for you…」を披露。
- ゲーム真面目さん（2023年8月31日深夜、テレビ東京系列） - 谷崎早耶、鈴木瞳美と共に。
- A LABBO（2024年7月12日、テレビ朝日）

### テレビドラマ
- 恋に無駄口 第4話（2022年5月8日、ABCテレビ・テレビ朝日） - ファミレス店員 役[11]
- もしも、この気持ちを恋と呼ぶなら…。（2022年9月24日、ABCテレビ） - 小峰有希 役[12]
- ラブライブ!スクールアイドルミュージカル the DRAMA（2024年11月22日 - 、毎日放送） - 滝沢アンズ 役[13]

### テレビアニメ
- 最近雇ったメイドが怪しい 8話（2022年、パン屋で働く女子大生）

### 映画
- スパゲティコード・ラブ（2021年11月26日、ハピネットファントム・スタジオ） - アイドルグループ「U+P」如月さらら 役[14]

### 舞台
- ≠ME ACT LIVE「おジャ魔女どれみドッカ～ン！」（2022年5月15日 - 22日、品川プリンスホテル ステラボール） - コロンチーム・春風どれみ 役（ジュエリーチーム・蟹沢萌子とWキャスト）[15]
- スクールアイドルミュージカル（2025年2月9日 - 19日予定、日本青年館ホール） - 滝沢アンズ 役（西葉瑞希とWキャスト、東京公演のみ出演）[16]

### ラジオ
- ≠MEの半蔵門発 ノイミー行き!!（AuDee） - 谷崎早耶と共にパーソナリティ。
  - 1stシーズン（2021年4月7日 - 2021年4月28日） - 全4回
  - 2ndシーズン（2021年7月14日 - 2021年8月4日） - 全4回
  - 3rdシーズン（2021年11月10日 - 2022年1月26日） - 全12回
  - 4thシーズン（2022年2月16日 - 2022年5月4日） - 全12回
  - 5thシーズン（2022年8月3日 - 2022年10月19日） - 全12回
  - 6thシーズン（2022年11月23日 - 2023年2月8日） - 全12回
  - 7thシーズン（2023年4月12日 - 2023年6月28日） - 全12回、このシーズンまで毎週水曜日23時配信。
  - 8thシーズン（2023年9月6日 - 2023年11月22日） - 全12回、このシーズンより毎週水曜日7時配信。
  - 9thシーズン（2023年12月20日 - 2024年3月6日） - 全12回
  - 10thシーズン（2024年3月20日 - 2024年6月12日） - 全12回
- ≠ME 鈴木と冨田のりんりん7（せぶん）!（2021年7月3日 - 2022年3月26日、ラジオ日本） - 鈴木瞳美と共にパーソナリティ。
- ≠ME冨田菜々風とザ・マミィ林田のこけけ！（2025年1月5日 - 、KBCラジオ）

## 書籍

### 雑誌
- BRODY（白夜書房）
  - 2019年10月号（2019年8月23日） - 河口夏音、鈴木瞳美と共に。
  - 2021年12月号（2021年10月22日） - 尾木波菜、蟹沢萌子、谷崎早耶と共に。
  - 2022年4月号（2022年2月22日） - 菅波美玲、鈴木瞳美、谷崎早耶と共に。
  - 2022年8月号（2022年6月23日）
  - 2024年2月号（2023年12月22日）
  - 2025年2月号（2024年12月23日）

- B.L.T.（東京ニュース通信社）
  - 2019年11月号（創刊22周年記念号）（2019年9月24日）
  - 2021年4月号（2021年2月24日）
- Top Yell NEO（竹書房）
  - 2019-2020（2020年1月8日） - 鈴木瞳美、谷崎早耶と共に。
  - 2024 SUMMER（2024年7月1日）
- BUBKA（白夜書房）
  - 2021年1月号（2020年11月30日） - 蟹沢萌子、鈴木瞳美、谷崎早耶と共に。
  - 2022年6月号（2022年4月30日）
  - 2022年12月号（2022年10月31日） - 蟹沢萌子と共に。
  - 2023年10月号（2023年8月31日） - 鈴木瞳美と共に。

- ≠PRESS 2021 JANUARY（2021年1月号、HUSTLE PRESS）

- 月刊ENTAME（徳間書店）
  - 2021年5月号（2021年3月30日） - 尾木波菜、蟹沢萌子、谷崎早耶と共に。
  - 2022年5月号（2022年3月30日） - 川中子奈月心と共に。
  - 2022年9月・10月合併号（2022年7月29日） - 蟹沢萌子と共に。
  - 2023年6月・7月合併号（2023年4月28日） - 鈴木瞳美、谷崎早耶、本田珠由記と共に。
  - 2023年12月・2024年1月合併号（2023年10月29日）
  - 2024年5月号（2024年3月29日） - 鈴木瞳美と共に。
  - 2024年9月・10月合併号（2023年7月30日）
- TV LIFE 8号（2021年4月7日、ワン・パブリッシング） - 蟹沢萌子と共に。

- BOMB（ワン・パブリッシング）
  - 2021年5月号（2021年4月9日） - 蟹沢萌子と共に。
  - 2021年8月号（2021年7月9日） - 尾木波菜、蟹沢萌子、谷崎早耶と共に。
  - 2021年12月号（2021年11月9日） - 鈴木瞳美、谷崎早耶、永田詩央里と共に。
  - 2022年3月号（2022年2月9日） - 菅波美玲と共に。
  - 2022年12月号（2022年11月9日） - 蟹沢萌子、櫻井もも、菅波美玲、鈴木瞳美、谷崎早耶と共に。
  - 2023年5月号（2023年4月7日） - 蟹沢萌子、鈴木瞳美、谷崎早耶と共に。
  - 2023年10月号（2023年9月8日） - 蟹沢萌子、鈴木瞳美、谷崎早耶と共に。

- BIG ONE GIRLS（近代映画社）
  - 増刊「BIG ONE GIRLS Graph No.4」（2022年4月25日） - 蟹沢萌子と共に。
  - 2022年9月号（2022年7月29日） - 川中子奈月心、菅波美玲、谷崎早耶と共に。
  - 2022年11月号（2022年9月30日） - 鈴木瞳美と共に。
  - 2023年1月号（2022年11月30日） - 蟹沢萌子、櫻井ももと共に。
- FRIDAY 2022年10月14日号（2022年9月28日、講談社）- 表紙と巻頭グラビア。
- 週刊少年マガジン 2022年第45号（2022年10月5日、講談社） - 巻頭グラビア[17]。
- blt graph. vol.106（2024年10月16日、東京ニュース通信社）

### タウン誌
- シティ情報ふくおか 2023年6月号（2023年5月28日） - 谷崎早耶と共に。